# Babilafuente
Babilafuente é um município da Espanha na província de Salamanca, comunidade autónoma de Castela e Leão, de área 22,60 km² com população de 946 habitantes (2007) e densidade populacional de 41,86 hab./km².

## Demografia
| Variação demográfica do município entre 1991 e 2004 | Variação demográfica do município entre 1991 e 2004 | Variação demográfica do município entre 1991 e 2004 | Variação demográfica do município entre 1991 e 2004 |
| --------------------------------------------------- | --------------------------------------------------- | --------------------------------------------------- | --------------------------------------------------- |
| 1991                                                | 1996                                                | 2001                                                | 2004                                                |
| 1002                                                | 1013                                                | 969                                                 | 1000                                                |